# Aristaria candalis
Aristaria candalis là một loài bướm đêm trong họ Noctuidae.